# Maëva Squiban
Maëva Squiban (Brest, 19 marzo 2002) è una ciclista su strada francese, che corre per UAE Team ADQ.
Ha vinto due tappe al Tour de France nel 2025.

## Palmarès
- 2019 (Juniores)

Crono delle Nazioni juniores

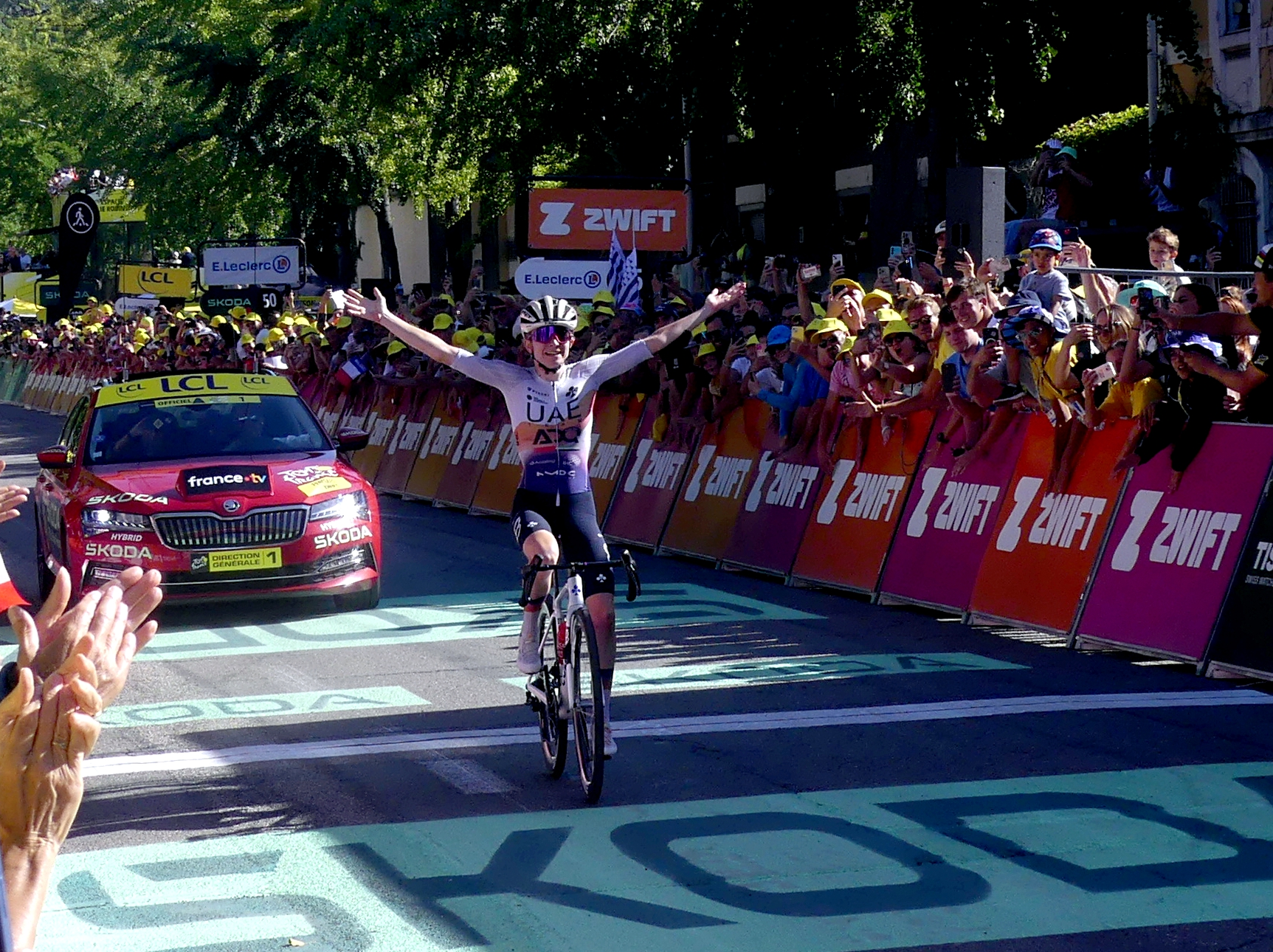
L'arrivo vittorioso nella 7ª tappa del Tour de France femminile 2025

- 2023 (Stade Rochelais Charente-Maritime)

2ª tappa Vuelta a Extremadura (Don Benito › Cáceres)
2ª tappa Tour de Charente-Maritime Féminin (Saint-Genis-de-Saintonge › Saint-Genis-de-Saintonge)
Classifica generale Tour de Charente-Maritime Féminin
- 2024 (Arkéa–B&B Hotels Women, una vittoria)

4ª tappa Tour Cycliste Féminin International de l'Ardèche (Goudargues › Méjannes-le-Clap, cronometro)
- 2025 (UAE Team ADQ, due vittorie)

6ª tappa Tour de France femminile (Clermont-Ferrand > Ambert)
7ª tappa Tour de France femminile (Bourg-en-Bresse > Chambéry)

### Altri successi
- 2023 (Stade Rochelais Charente-Maritime)

Classifica giovani Thüringen Ladies Tour
- 2024 (Arkéa–B&B Hotels Women)

Classifica scalatori Tour de Normandie
Classifica giovani Tour de la Semois
- 2025 (UAE Team ADQ)

Classifica scalatori Vuelta a Extremadura
Classifica sprint Vuelta a Extremadura
Premio combattività Tour de France femminile

## Piazzamenti

### Grandi Giri
- Tour de France
  - 2022: ritirata (3ª tappa)
  - 2024: 40ª
  - 2025: 15ª

- La Vuelta Femenina
- 2025: 61ª

### Classiche Monumento
- Sanremo Women

2025: 108ª
- Parigi-Roubaix

2021: fuori tempo massimo
2022: non partita
2023: 99ª
- Freccia Vallone

2025: 34ª
- Liegi-Bastogne-Liegi

2025: 49ª

### Competizioni continentali
- Campionati europei su strada

Alkmaar 2019 - Gara in linea Junior: 17ª
Alkmaar 2019 - Cronometro Junior: 17ª
Plouay 2020 - Gara in linea Junior: 4ª
Plouay 2020 - Cronometro Junior: 2ª
Anadia 2022 - Gara in linea Under 23: 37ª
Drenthe 2023 - Gara in linea Under 23: 56ª